# Джифоне
Джифо̀не (на италиански: Giffone, на местен диалект Giffùni, Джифуни) е село и община в Южна Италия, провинция Реджо Калабрия, регион Калабрия. Разположено е на 594 m надморска височина. Населението на общината е 1940 души (към 2012 г.).